# Bertil Albertsson
Bertil Ebbe Gustaf Albertsson (Uppsala, 1º settembre 1921 – Upplands Väsby, 3 marzo 2008) è stato un mezzofondista svedese.

## Palmarès
- Giochi olimpici

Londra 1948: bronzo nei 10000 metri piani.